# Sceautres
Sceautres – miejscowość i gmina we Francji, w regionie Owernia-Rodan-Alpy, w departamencie Ardèche.
Według danych na rok 1990 gminę zamieszkiwało 96 osób, a gęstość zaludnienia wynosiła 7 osób/km² (wśród 2880 gmin regionu Rodan-Alpy Sceautres plasuje się na 1525. miejscu pod względem liczby ludności, natomiast pod względem powierzchni na miejscu 861.).

## Populacja

Populacja Sceautres w latach 1962-2008